# Francesco Pirola
Francesco Pirola – włoski kierowca wyścigowy.

## Kariera
W swojej karierze Pirola startował głównie w wyścigach Grand Prix. W sezonie 1931 Włoch odniósł zwycięstwo w klasie 2000 cm3 Grand Prix Genewy. W tym samym roku wyścig o Grand Prix Włoch ukończył na szóstej pozycji. Była to jedna z eliminacji Mistrzostw Europy AIACR. Z dorobkiem dwudziestu punktów został sklasyfikowany na 25. miejscu w końcowej klasyfikacji kierowców.